# Diego Luna (calciatore 2003)
Diego Ángel Luna (Sunnyvale, 7 settembre 2003) è un calciatore statunitense, centrocampista del Real Salt Lake e della nazionale statunitense.

## Carriera

### Club
Diego Luna ha iniziato la propria carriera con il Palo Alto SC per poi passare al S.J. Earthquakes nel 2015. Nel 2018 si è trasferito alla Barcelona Residency Academy, la scuola calcio del club spagnolo situata in Arizona.
Il 5 aprile 2021 ha firmato un contratto professionistico con l'El Paso Locomotive. L'8 maggio ha debuttato in USL Championship contro il New Mexico Utd ed il 4 giugno ha realizzato la sua prima rete contro l'Austin Bold. Ha chiuso la sua prima stagione in seconda divisione con 32 presenze e 9 reti.
Dopo aver disputato anche la prima parte della stagione successiva con il club texano, il 2 giugno 2022 si è trasferito al Real Salt Lake. Ha debuttato in MLS tre giorni più tardi contro il Vancouver Whitecaps ed ha realizzato la sua prima rete in massima divisione la stagione seguente, nella vittoria per 3-1 contro il St. Louis City.

### Nazionale
Nel 2022 è stato convocato dalla Nazionale Under-20 statunitense per prendere parte al Campionato nordamericano di categoria, vinto in finale contro la Repubblica Dominicana. Il 10 maggio 2023 è stato incluso nella lista dei convocati per il Mondiale Under-20.
Nel gennaio 2024 viene convocato per la prima volta in nazionale maggiore, con cui esordisce il 20 del mese stesso nell'amichevole persa contro la Slovenia (0-1).
Convocato per la CONCACAF Gold Cup 2025, nel corso del torneo realizza il suo primo gol per gli Stati Uniti nella sfida, valevole per i quarti di finale, pareggiata 2-2 contro la Costa Rica; la sfida è stata poi vinta dagli statunitensi dopo i calci di rigore, a cui Luna non ha partecipato in quanto è stato sostituito prima.

## Statistiche

### Presenze e reti nei club
Statistiche aggiornate al 5 luglio 2025.
| Stagione                  | Squadra                   | Campionato                | Campionato | Campionato | Coppe nazionali | Coppe nazionali | Coppe nazionali | Coppe continentali | Coppe continentali | Coppe continentali | Altre coppe | Altre coppe | Altre coppe | Totale | Totale |
| Stagione                  | Squadra                   | Comp                      | Pres       | Reti       | Comp            | Pres            | Reti            | Comp               | Pres               | Reti               | Comp        | Pres        | Reti        | Pres   | Reti   |
| ------------------------- | ------------------------- | ------------------------- | ---------- | ---------- | --------------- | --------------- | --------------- | ------------------ | ------------------ | ------------------ | ----------- | ----------- | ----------- | ------ | ------ |
| 2021                      | El Paso Locomotive        | USL                       | 32         | 9          |                 | -               | -               |                    | -                  | -                  |             | -           | -           | 32     | 9      |
| 2022                      | El Paso Locomotive        | USL                       | 10         | 4          | USOC            | 1               | 0               |                    | -                  | -                  |             | -           | -           | 11     | 4      |
| Totale El Paso Locomotive | Totale El Paso Locomotive | Totale El Paso Locomotive | 42         | 13         |                 | 1               | 0               |                    | -                  | -                  |             | -           | -           | 43     | 13     |
| 2022                      | Real Monarchs             | MNP                       | 2          | 0          |                 | -               | -               |                    | -                  | -                  |             | -           | -           | 2      | 0      |
| 2023                      | Real Monarchs             | MNP                       | 1          | 0          |                 | -               | -               |                    | -                  | -                  |             | -           | -           | 1      | 0      |
| Totale Real Monarchs      | Totale Real Monarchs      | Totale Real Monarchs      | 3          | 0          |                 | -               | -               |                    | -                  | -                  |             | -           | -           | 3      | 0      |
| 2022                      | Real Salt Lake            | MLS                       | 13         | 0          | USOC            | 0               | 0               |                    | -                  | -                  |             | -           | -           | 13     | 0      |
| 2023                      | Real Salt Lake            | MLS                       | 23+3       | 5+2        | USOC            | 2               | 0               |                    | -                  | -                  |             | -           | -           | 28     | 7      |
| 2024                      | Real Salt Lake            | MLS                       | 31+2       | 8          | USOC            | 1               | 1               | -                  | -                  | -                  | LC          | 2           | 0           | 36     | 9      |
| 2025                      | Real Salt Lake            | MLS                       | 19         | 8          | -               | -               | -               | CCC                | 1                  | 0                  | LC          | 0           | 0           | 20     | 8      |
| Totale Real Salt Lake     | Totale Real Salt Lake     | Totale Real Salt Lake     | 86+5       | 21+2       |                 | 3               | 1               |                    | 1                  | 0                  |             | 2           | 0           | 97     | 24     |
| Totale carriera           | Totale carriera           | Totale carriera           | 136        | 36         |                 | 4               | 1               |                    | 1                  | 0                  |             | 2           | 0           | 143    | 37     |

#### Cronologia presenze e reti in nazionale
| Cronologia completa delle presenze e delle reti in nazionale ― Stati Uniti | Cronologia completa delle presenze e delle reti in nazionale ― Stati Uniti | Cronologia completa delle presenze e delle reti in nazionale ― Stati Uniti | Cronologia completa delle presenze e delle reti in nazionale ― Stati Uniti | Cronologia completa delle presenze e delle reti in nazionale ― Stati Uniti | Cronologia completa delle presenze e delle reti in nazionale ― Stati Uniti | Cronologia completa delle presenze e delle reti in nazionale ― Stati Uniti | Cronologia completa delle presenze e delle reti in nazionale ― Stati Uniti |
| Data                                                                       | Città                                                                      | In casa                                                                    | Risultato                                                                  | Ospiti                                                                     | Competizione                                                               | Reti                                                                       | Note                                                                       |
| -------------------------------------------------------------------------- | -------------------------------------------------------------------------- | -------------------------------------------------------------------------- | -------------------------------------------------------------------------- | -------------------------------------------------------------------------- | -------------------------------------------------------------------------- | -------------------------------------------------------------------------- | -------------------------------------------------------------------------- |
| 20-1-2024                                                                  | San Antonio                                                                | Stati Uniti                                                                | 0 – 1                                                                      | Slovenia                                                                   | Amichevole                                                                 | -                                                                          | 77’                                                                        |
| 18-1-2025                                                                  | Fort Lauderdale                                                            | Stati Uniti                                                                | 3 – 1                                                                      | Venezuela                                                                  | Amichevole                                                                 | -                                                                          | 65’                                                                        |
| 23-01-2025                                                                 | Orlando                                                                    | Stati Uniti                                                                | 3 – 0                                                                      | Costa Rica                                                                 | Amichevole                                                                 | -                                                                          | 46’                                                                        |
| 23-3-2025                                                                  | Inglewood                                                                  | Canada                                                                     | 2 – 1                                                                      | Stati Uniti                                                                | CONCACAF Nations League 2024-2025 - Finale 3º posto                        | -                                                                          |                                                                            |
| 7-6-2025                                                                   | East Hartford                                                              | Stati Uniti                                                                | 1 – 2                                                                      | Turchia                                                                    | Amichevole                                                                 | -                                                                          | 65’                                                                        |
| 11-6-2025                                                                  | Nashville                                                                  | Stati Uniti                                                                | 0 – 4                                                                      | Svizzera                                                                   | Amichevole                                                                 | -                                                                          | 46’                                                                        |
| 15-6-2025                                                                  | San Jose                                                                   | Stati Uniti                                                                | 5 – 0                                                                      | Trinidad e Tobago                                                          | Gold Cup 2025 - 1º turno                                                   | -                                                                          | 74’                                                                        |
| 19-6-2025                                                                  | Austin                                                                     | Arabia Saudita                                                             | 0 – 1                                                                      | Stati Uniti                                                                | Gold Cup 2025 - 1º turno                                                   | -                                                                          | 67’ 76’                                                                    |
| 22-6-2025                                                                  | Arlington                                                                  | Stati Uniti                                                                | 2 – 1                                                                      | Haiti                                                                      | Gold Cup 2025 - 1° turno                                                   | -                                                                          | 70’                                                                        |
| 29-6-2025                                                                  | Minneapolis                                                                | Stati Uniti                                                                | 2 – 2 (4 – 3 dtr)                                                          | Costa Rica                                                                 | Gold Cup 2025 - Quarti di finale                                           | 1                                                                          | 83’                                                                        |
| 2-7-2025                                                                   | St. Louis                                                                  | Stati Uniti                                                                | 2 – 1                                                                      | Guatemala                                                                  | Gold Cup 2025 - Semifinale                                                 | 2                                                                          | 51’ 77’                                                                    |
| 6-7-2025                                                                   | Houston                                                                    | Stati Uniti                                                                | 1 – 2                                                                      | Messico                                                                    | Gold Cup 2025 - Finale                                                     | -                                                                          | 86’                                                                        |
| Totale                                                                     |                                                                            | Presenze                                                                   | 12                                                                         |                                                                            | Reti                                                                       | 3                                                                          |                                                                            |

## Palmarès

### Nazionale

#### Nazionali giovanili
- Campionato nordamericano di calcio Under-20: 1

Honduras 2022